# Nathanel Goldman
Nathanel Goldman, född 16 september 1987, är en svensk TV-producent, reklamare och entreprenör.
Goldman driver reklambyrån och produktionsbolaget Human.
Goldman har skapat och producerat flera kända SVT-program, såsom realityserierna Modellpojkar (SVT), Modellflickor (SVT), Chloe & Nicole (SVT), Studentens lyckliga dagar (SVT), Klubben (SVT) och Livets hårda skola (SVT) och har regisserat ett flertal reklamfilmer.  
Goldman har vunnit TV-priset Kristallen 2013 med serien Modellpojkar. Han är den yngsta producenten som vunnit en Kristall, och har även suttit som jurymedlem för Kristallen.